# Franc Inkret
Franc Inkret, slovenski generalpodpolkovnik Jugoslovanske Ljudske armade, * 20. februar 1914, Braslovče † 10. julij 1978, Beograd.

## Življenjepis
Inkret, pred vojno častnik VJK, je leta 1942 vstopil v NOVJ in KPJ. V partizanih se je boril v Sloveniji in na Hrvaškem, med drugim je bil načelnik štaba 12. divizije (Slavonske) in štaba 6. korpusa (Slavonskega). Po vojni je 1952 v Beogradu končal Višjo vojaško akademijo JLA in nadaljeval z vojaško kariero, med drugim je bil načelnik uprave artilerije v generalštabu Jugoslovanske ljudske armade.
Prejel je več odlikovanj.

## Odlikovanja
- red vojne zastave
- red partizanske zvezde